# SoftBank 823SH
SoftBank 823SH（ソフトバンク823SH）は、シャープが開発しソフトバンクモバイルが販売するW-CDMA通信方式の携帯電話端末である。2008年3月8日発売。THE PREMIUM TEXTURE SoftBank 823SHという冠をつけるのが正式名称。

## 主な機能・サービス
- Bluetooth対応

| 主な対応サービス         | 主な対応サービス       | 主な対応サービス     | 主な対応サービス |
| ------------------------ | ---------------------- | -------------------- | ---------------- |
| S!一斉トーク             | S!ともだち状況         | Yahoo!mocoa          |                  |
| S!ループ                 | S!タウン               | S!速報ニュース       |                  |
| PCサイトブラウザ         | 電子コミック           | S!アプリ             |                  |
| 着うたフル／着うた       | デコレメール           | S!電話帳バックアップ |                  |
| S!FeliCa                 | S!ミュージックコネクト | S!GPSナビ            |                  |
| コンテンツおすすめメール | TVコール               | 国際ローミング       |                  |
| ワンセグ                 | 3G ハイスピード        | S!おなじみ操作       |                  |

## 特徴
THE PREMIUM TEXTUREとしてテスクチャー対応になって進化したTHE PREMIUMシリーズの後継機。テクチャーの種類は、ホワイトレザー（牛革）、バイソン（牛革）、ピンククロコダイル（牛革）、レッドクロコダイル（牛革）、エボニー（木）、ブラウンクロコダイル（牛革）、ブラッククロコダイル（牛革）、カーボン、ブラックレザー（牛革）、ブラッククリスタル（アクリル・同梱）。
端末購入時、テクチャー引換券が同梱で、店頭でテクチャー１枚と引き換えができる。

## 不具合
- 2008年7月29日 - 新着S!メールの受信操作をしないと、新着S!メールが表示されない場合がある不具合